# Cancioneiro de Vaticana

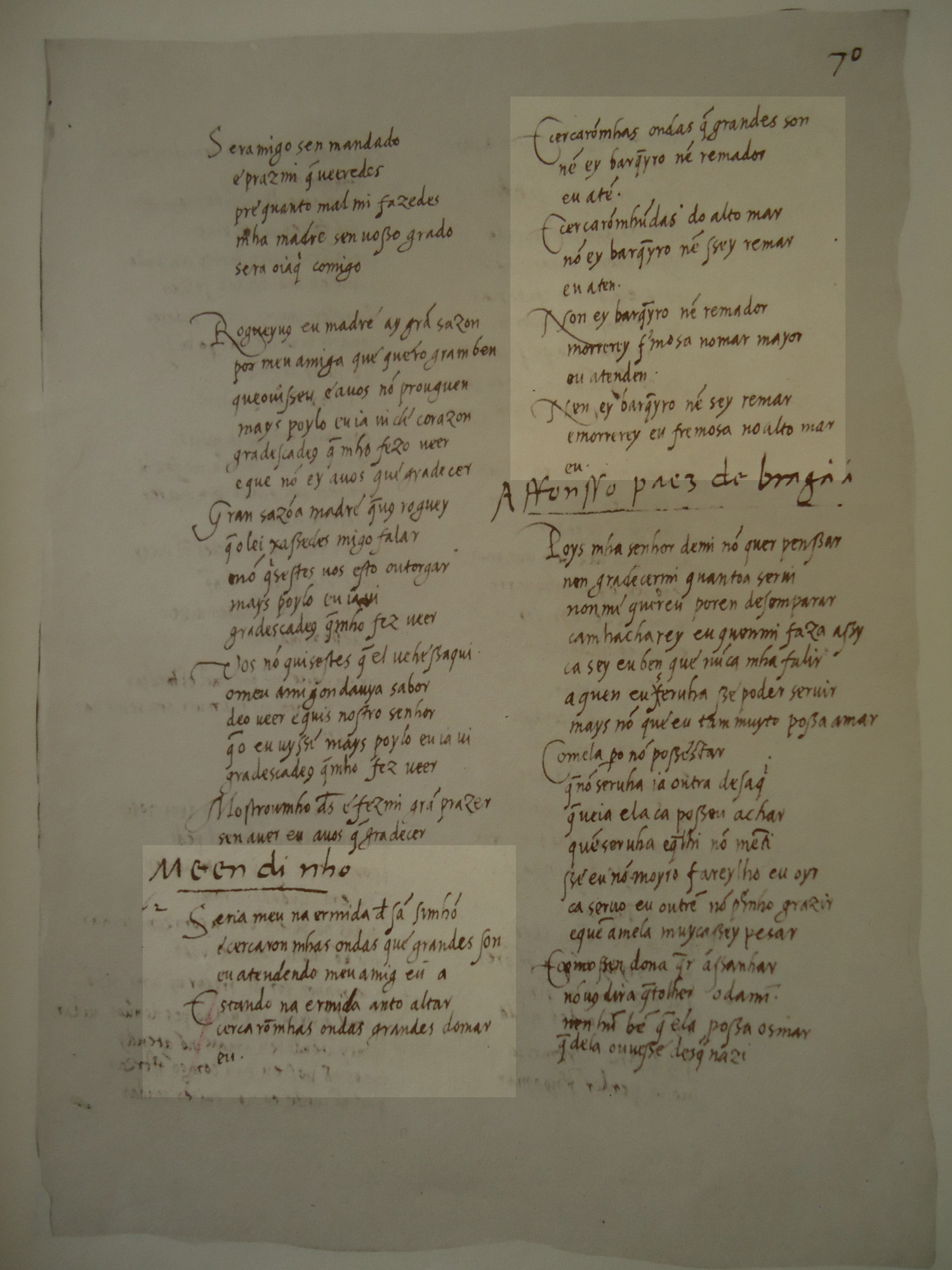
V 438

Cancioneiro de Vaticana (Kancjonarz Watykański) – średniowieczny portugalski kancjonarz, przechowywany w Bibliotece Watykańskiej, od której pochodzi nazwa zbioru. Nie jest to oryginał, lecz odpis dokonany we Włoszech w XVI w., prawdopodobnie na polecenie Dom Pedra de Barcelos (nieślubny syn króla Dionizego I). Oryginał pochodził najprawdopodobniej z XIV w., kopię w Bibliotece Watykańskiej odkrył Ferdynand Wolf w 1840 r..
Cancioneiro de Vaticana wchodzi w skład trzech wielkich średniowiecznych kancjonarzy portugalskich. Dwa pozostałe to Cancioneiro de Ajuda (Kancjonarz z pałacu Ajuda) i Cancioneiro da Biblioteca Nacional (Kancjonarz z Biblioteki Narodowej). Wszystkie trzy zbiory zawierają bardzo podobne teksty – cechuje je m.in. kunsztowność formy, co świadczy o ich dworskim pochodzeniu. W niektórych utworach widoczny jest wpływ liryki prowansalskiej (w okresie późnego średniowiecza stosunki pomiędzy Portugalią a Prowansją były znacznie ożywione, co znalazło swoje odbicie w literaturze). W zbiorze watykańskim znajduje się 1205 utworów, w tym 56 tekstów powtórzonych w Cancioneiro de Ajuda. Teksty trzech wielkich kancjonarzy można podzielić na siedem różnych typów:
- cantigas de amor, cantigas de amigo – pieśni miłosne, pisane przeważnie z perspektywy dziewczyny, opowiadają o rozłące kochanków, rozważaniu wierności ukochanego itp.,
- cantigas de escarnbo e maldizer – pieśni szydercze i satyryczne,
- tenções – tencony (dialogi),
- bailados – pieśni przeznaczone do tańca,
- romanse historyczne, kancony,
- lais – opowiadania o niewielkiej objętości pochodzenia bretońskiego,
- albas – sielanki i serenady.

W pieśniach miłosnych dominuje nastrój smutku, melancholii, niepokoju, charakterystyczny dla powstałego później gatunku poezji saudade.